# Тувинска автономна съветска социалистическа република
Тувинската автономна съветска социалистическа република (Тувинска АССР; на руски: Тувинская АССР; (на Тувински: Тыва Автономнуг Совет Социалистиг Республика Tyva Avtonomnug Sovet Socialistig Respublika) е автономна република в състава на Съветския съюз.

## История
Създадена е на 10 октомври 1961 от Тувинската автономна област. Територията на републиката е 170 500 кв. км. с население 289 000 души. Съотношението градско/селско население е съответно 132 000 към 157 000. Тувинската АССР е наградена с орден „Ленин“ (1964) и орден „Дружба на народите“ (1972). На 31 март 1992, нейният наследник република Тува, става член на Руската федерация.

## Население
Националният състав на население към 1979 е следният:
- Тувинци – 162 000
- руснаци – 97 000 и други